# Vil·la Emília
La Vil·la Emília és un edifici del municipi de Sant Jaume d'Enveja (Montsià) que forma part de l'Inventari del Patrimoni Arquitectònic de Catalunya.

## Descripció
És un edifici de planta rectangular, aixecat vora la carretera de Sant Jaume a Amposta, pel camí del cementiri, abans d'arribar a Balada. Consta d'una sola planta, el sector que mira a la carretera està destinat a habitatge i l'altre a magatzem. Construcció senzilla seguint el model popular, amb obertures rectangulars. Les finestres obertes a la façana i la part posterior estan enreixades. La coberta és a dues vessants de teula àrab i carener en sentit longitudinal. Davant l'edifici hi ha una esplanada i a l'altra banda un forn de pa i la boca d'una cisterna, situada possiblement sota l'espai esmentat davant la casa.
El forn es conserva sencer, encara que amb escletxes a la base i la volta. Consta d'una base de maçoneria sobre la qual s'aixeca la colta del forn, feta amb totxo.